# Nils Gustaf Dalén
Nils Gustaf Dalén (Stenstorp, 30 de novembro de 1869 — Lidingö, 9 de dezembro de 1937) foi um físico sueco, fundador da fábrica de fogões AGA.
Recebeu em 1912 o Nobel de Física pela invenção de reguladores automáticos para reservatórios de gás de iluminação.

## Vida e obra
Engenheiro e inventor sueco nascido em Stenstorp, Skaraborg, pesquisador em acessórios para acumuladores gasosos da Swedish Gas-Accumulator Co., Lidingö-Stockholm,  que trabalhando na Companhia de Acumulador de Gás Sueca, em Lidingö-Estocolmo, recebeu o Nobel de Física de 1912 por projetar um regulador automático para uso em conjunto com acumuladores gasosos para faróis de sinalização costeira. Ficou cego por causa de uma explosão durante um experimento (1912). Entrou para a Escola de Agricultura destinado a estudar agronomia, mas, orientado pelo professor Gustaf de Laval, resolveu estudar mecânica, entrando para o Chalmers Institute de Gothenburg (1892). Graduado em engenharia mecânica (1896), foi a para a Suíça, onde estudou um ano com o professor Aurel Stodola no Instituto Federal de Tecnologia de Zurique. Retornou à Suécia e tornou-se pesquisador em Gothenburg e engenheiro consultor. Tornou-se chefe do setor técnico da Svenska Karbid-och Acetylen A.B. (1901), engenheiro-chefe da Gas Accumulator Company (1906) e Managing Director (1909) da Svenska Aktiebolaget Gasaccumulator (AGA). Foi eleito membro da Academia Real das Ciências da Suécia (1913) e da Academy of Science and Engineering (1919). Foi doutor honoris causa da Universidade de Lund (1918) e recebeu a medalha Morehead da International Acetylene Association. Serviu ao conselho da cidade de Lidingö por quase vinte anos. Casou-se com Elma Persson (1901), foi pai de duas filhas e dois filhos. Nils veio a falecer aos 68 anos, em sua casa, em Lidingö, no dia 9 de dezembro de 1937.